# Amphidasya ambigua
Amphidasya ambigua är en måreväxtart som först beskrevs av Paul Carpenter Standley, och fick sitt nu gällande namn av Paul Carpenter Standley. Amphidasya ambigua ingår i släktet Amphidasya och familjen måreväxter. Inga underarter finns listade i Catalogue of Life.